# Arabii din România
Arabii sunt un popor semit cu care românii au avut legături sporadice încă din Evul Mediu . În trecut, ei erau numiți "harapi" (din tc. harap). Termenul "arab" este de origine franceză și a pătruns în vocabularul limbii române abia în secolul al XIX-lea.

## Evul mediu

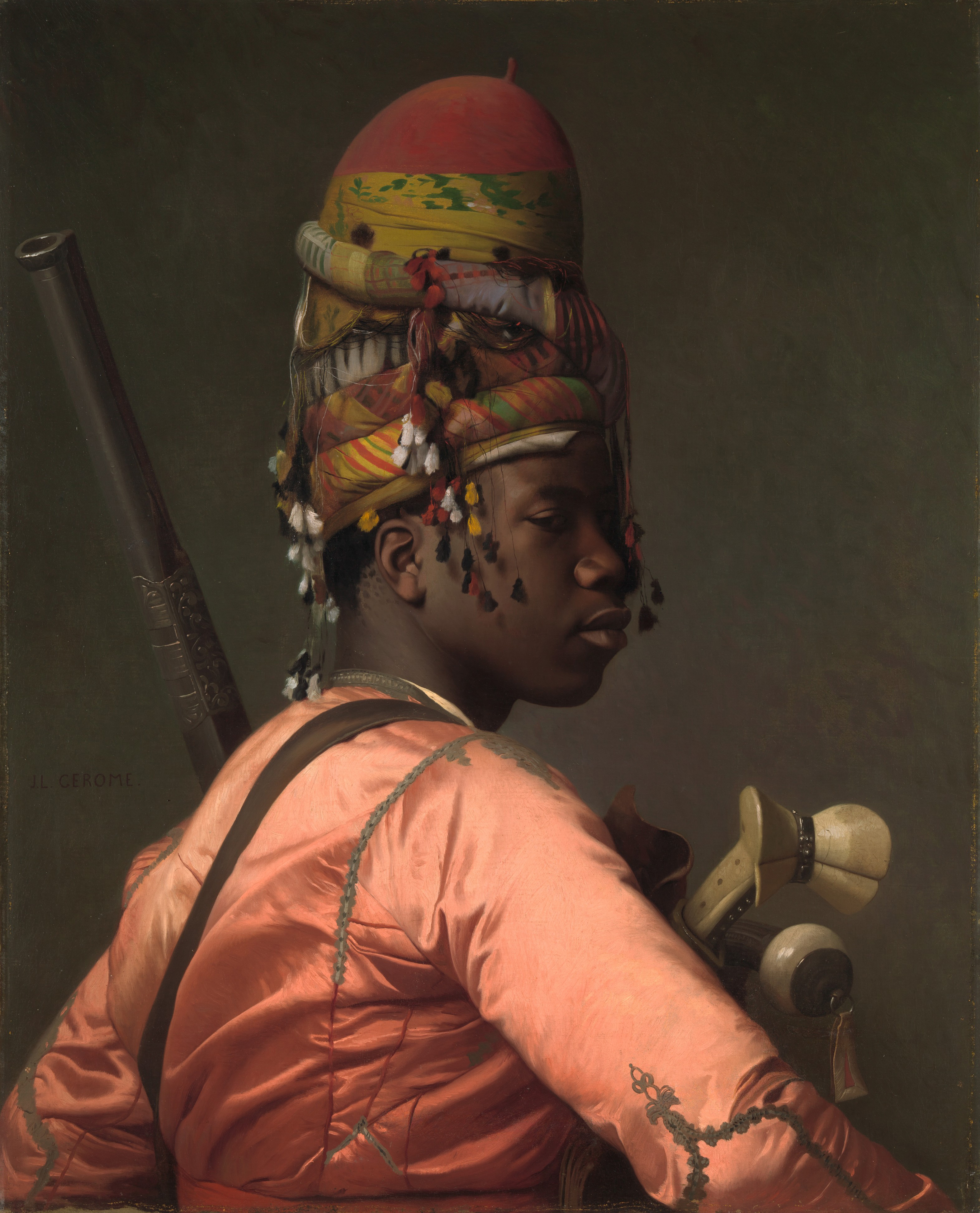
"Harap" negru în slujba armatei otomane

În Evul Mediu, primele contacte dintre români și arabi au avut loc prin intermediul otomanilor. În armata otomană erau prezenți și arabii. Mai multe toponime, precum și numele fortăreței Arab Tabia, situată lângă Silistra (dar în România) provine de la acești militari arabi. Arabii erau numiți de către români "harapi" sau "arapi", termen împrumutat din limba turcă (harap). Cu timpul, denumirea de arap/harap a început să fie atribuită în limbajul popular și populației de rasă negră. Confuzia dintre "arap" și "negru", existentă și în limba greacă modernă, se explică prin comerțul cu sclavi negri practicat de negustorii arabi și datorită căruia singurii negri cunoscuți în Țările Române erau de proveniență arabă. 

## Așezări de arabi în Dobrogea

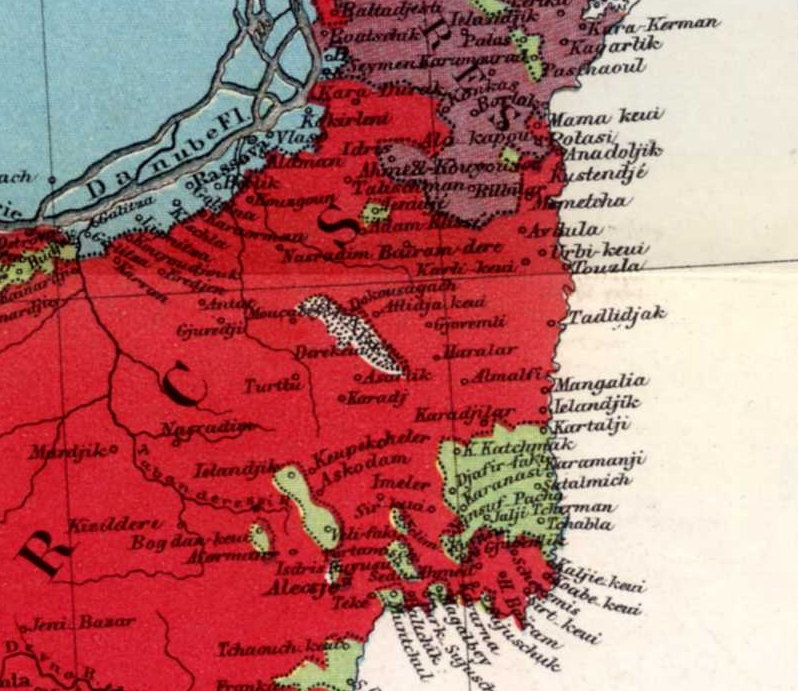
Fragment din harta etnică a Peninsulei Balcanice întocmită în 1861 de G. Lejean. Arealul populat de arabii dobrogeni este marcat printr-un spațiu alb cu puncte negre. (Vezi legenda)

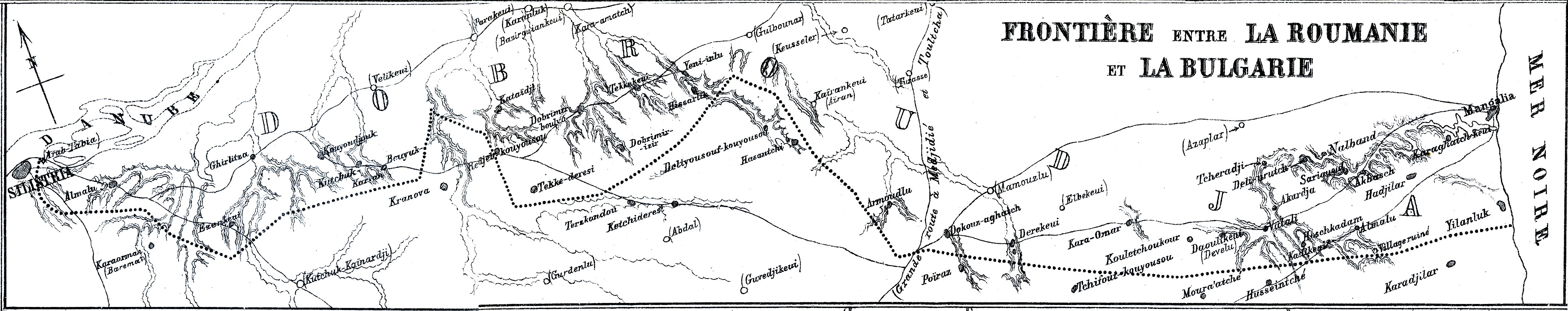
Frontiera româno-bulgară din 1878 cu reprezentarea localității Dokuz Agaç

În Dobrogea, care înainte de 1878 a aparținut Imperiului Otoman, au fost colonizați prin 1834 de un pașă Hasan în zona central-sudică, la nord de Bazargic, arabi originari din Siria, care erau foarte apreciați pentru priceperea lor de a practica agricultura în condiții de secetă. Teritoriul pe care s-au stabilit aceștia este străbătut azi de frontiera româno-bulgară. Din cele cinci așezări, cea mai importantă era Dokuz Agaç ("Nouă copaci"), azi Măgura. Erau singurele așezări arăbești din Europa. Recensământul otoman din 1850 raportează 145 de arabi (0,9%) în Dobrogea, însă numărul lor a crescut simțitor după această dată. În 1861, geograful francez Guillaume Lejean menționa faptul că în timpul călătoriei sale prin Peninsula Balcanică efectuată în anul 1854, una din aceste așezări, Arab-Köi, era deja abandonată, restul așezărilor bucurându-se însă de o oarecare prosperitate. În 1878 Dobrogea este divizată între România și Bulgaria, iar noua frontieră străbătea spațiul locuit de arabi. După această dată, așzările arabe încep să decadă, iar o parte din populație emigrează către Imperiul Otoman.
Câteva decenii mai târziu, în 1913, antropologul elvețian Eugène Pittard menționează că aceste colonii s-au dizolvat și reușește să mai găsească în zonă doar o rămășiță de 14 arabi, toți bărbați. În urma analizelor antropologice, Pittard a concluzionat că o parte a acestora aveau influențe rasiale negroide și pune această situație în legătură cu faptul că populația arabă din jurul Mării Roșii prezintă deseori influențe rasiale negroide, ca o consecință a comerțului cu sclavi africani practicat aici în trecut și a asimilării acestora de către populația arabă majoritară. Pittard concluzionează că este foarte posibil ca o parte a arabilor dobrogeni să aibă strămoși orginari din această zonă.
Ulterior, ultimii arabi dobrogeni au fost asimilați de populația musulmană conlocuitoare.

## Arabii din România contemporană
În timpul epocii Ceaușescu, numeroși studenți arabi au obținut burse de studiu din partea statului român. Majoritatea acestor arabi erau palestinieni, sirieni, sudanezi, egipteni, libanezi și iordanieni. Cei mai mulți s-au întors în patrie după încheierea studiilor. O mică parte s-a stabilit însă în România, cei mai mulți dintre ei profesând astăzi ca medici. După 1989, un mare număr de afaceriști arabi s-a stabilit în România. Cei mai mulți provin din Siria, Irak și Liban. Majoritatea imigranților arabi sunt de religie musulmană. În Dobrogea există unele neînțelegeri între aceștia și localnicii musulmani (turci și tătari) legate de respectarea de către arabi a unor norme religioase cu vederi mult mai conservatoare. De asemenea, există un număr semnificativ de arabi creștini.
Aproximativ 5.000 de cetățeni ai statelor arabe trăiau în România în anul 2005. În urma conflictelor armate din Orientul Apropiat, mulți arabi s-au refugiat în Romania împreună cu nevestele lor de origine română. Cele mai importante valuri de refugiați au fost în anii 2006 (din Liban), 2012 (din Siria) și 2014 (din Fâșia Gaza). În urma crizei refugiaților din Europa, care a început în vara anului 2015, unele state europene au propus ca refugiații sirieni și irakieni să fie distribuiți în toate statele Uniunii Europene. În anul 2017, 1.330 de cetățeni arabi au primit aviz favorabil de ședere în țară.

## Personalități
- Majda Aboulumosha (tată libanez), actriță
- Nadim Al Hajjar (născut în Siria), chirurg
- Khaled Al Mezayen (tată sirian), farmacist și inventator
- Raed Arafat (palestinian născut în Siria), fondatorul SMURD și fost ministru al Sănătății
- Omar Arnaout (tată libanez), cântăreț
- Raluca Al-Haddad (tată sirian), jurnalistă
- Dana Abed Kader (tată sirian), handbalistă
- Glance (tată yemenit), cântăreț
- Ahmed Jaber (palestinian), jurnalist
- Yasin Hamed (tată sudanez), fotbalist
- Mohamed Hassanain (palestinian), om de afaceri
- Miryam (tată palestinian), cântăreață
- Djamal Mahmoud (sirian), scriitor de haiku
- Sorana Mohamad (tată sirian), cântăreață (fostă membră a formației Asia) și actriță
- Horia Nasra (născut în Siria), deputat
- Laura Nureldin (tată sudanez), jurnalistă
- Denise Rifai (tată iordanian), jurnalistă
- Mazen Rifai (sirian), jurnalist
- Christian Sabbagh (tată libanez), jurnalist
- Fathi Taher (palestinian), om de afaceri
- Frații Murad (libanezi), oameni de afaceri